# 愛ラブ・リビング
愛ラブ・リビング（あいらぶりびんぐ）は、日本テレビ系列局ほかで放送された日本テレビ製作の生活情報番組。
製作局の日本テレビでは1987年4月4日から1993年9月25日まで放送、全270回。この枠はこの番組に限り、日本テレビとよみうりテレビの同時ネット放送だった。
後継番組は、山本文郎司会のトーク番組『素顔が一番!』。

## 出演者

### 司会（1987年4月 - 1993年9月）
- 見城美枝子(全期間)
- 佐藤忠志(番組後期/見城美枝子と共に「すまいるお助け隊 隊長」として出演)

### ナレーター
- 見城美枝子

## スタッフ
- 撮影:大竹紀夫、槇本悟、北島秀一、平柳晴淑、鈴木健治
- VE:菊岡三希子、河内恵一、牛山敏彦
- 録音:椀台秀之、石井寿守、山崎茂樹、斉藤裕、佐藤和典、宮木毅、新井高治
- 照明:阿久津敬一、上北直、瀬尾泰弘、東城右二、佐藤久雄、梅崎幹夫、寺石勲
- 音効:黒金和夫
- MA:喜尾茂夫、真壁芳晴、森本亜紀、江口祐介、貝塚一男
- 編集:大森三佳子、安田俊之、岡田廣幸、金徹、足立謙介、田沼勇二(コスモスタジオ)
- VTR:小鷹浩司、吉田誠、射越博仁
- TK:石島加奈子(前期)、梅沢和世(後期)
- 演出補:伊藤紀子、松尾やす子、飯島恵子
- アドバイザー:田中和子(金財マイホームプラン社)
- 協力:建設省、住宅金融公庫
- 企画協力:財団法人日本システム開発研究所
- 取材協力:松下電工株式会社、永大産業株式会社  他
- コーディネーター:原曙美
- 衣装協力:キャラバングループ
- 演出:池田義一(初期)、高地秀人、松橋裕(中期から後期)
- プロデューサー:友井和子(日本テレビ)、長濱薫、石田義登(NTVEC)
- 制作協力:日本テレビ映像センター(NTVEC)
- 製作著作:日本テレビ放送網株式会社

## テーマ曲

### オープニング・エンディングテーマ
- 番組用BGM（1987年 - 1993年）(著作権フリー音源を編集して採用、前記版・後期版あり)

この他に大野雄二,You & Explosion Band演奏のLollipop trainをOP・EDのBGMで使用していた時期もあった。
（エンディングのクレジットには「テーマ音楽　大野雄二（ロリポップ・トレイン）」と表記された）

## 主な提供社
- 殖産住宅
- 新日軽
- 日本板硝子
- サンウェーブ

他

## 放送局
| 放送対象地域 | 放送局         | 系列           | 放送日時                                     | 備考   |
| ------------ | -------------- | -------------- | -------------------------------------------- | ------ |
| 関東広域圏   | 日本テレビ     | 日本テレビ系列 | 土曜 10:00 - 10:30 （1987年4月 - 1993年9月） | 製作局 |
| 近畿広域圏   | よみうりテレビ | 日本テレビ系列 | 土曜 10:00 - 10:30(同時ネット)               |        |

| 日本テレビ 土曜10:00枠 | 日本テレビ 土曜10:00枠                     | 日本テレビ 土曜10:00枠        |
| 前番組                 | 番組名                                     | 次番組                        |
| ---------------------- | ------------------------------------------ | ----------------------------- |
| -                      | 愛ラブ・リビング （1987年4月 - 1993年9月） | 素顔が一番! （10:00 - 10:30） |